# Rhodochlanis salsolae
Rhodochlanis salsolae är en insektsart som först beskrevs av Lethierry 1874.  Rhodochlanis salsolae ingår i släktet Rhodochlanis och familjen rundbladloppor. Inga underarter finns listade i Catalogue of Life.